# Plácido (chef tonkawa)
Plácido (vers 1788–1862) était un chef amérindien des Tonkawas au Texas pendant la domination espagnole et mexicaine.

## Les premières années au Texas
Plácido est né d'un chef tonkawa et d'une esclave comanche. Plácido, connu dans sa propre langue sous le nom de Ha-shu-ka-na (« Je ne peux pas le tuer »), fut le dernier grand chef des Tonkawas. Les féroces Tonkawas devinrent de grands amis des colons blancs du Texas, les aidant contre tous leurs ennemis.
Plácido accède au pouvoir et mène les Tonkawas lors de l'expédition Long au Texas en 1819. Des guerriers de plusieurs tribus, dont Plácido et ses Tonkawas, se joignirent à l'aventure de James Long et capturèrent des chevaux, ils pillèrent ensuite l'armée espagnole. Après la mort en 1823 de Carita, un éminent dirigeant tonkawa, Plácido fut élu chef de son peuple par les chefs et les anciens.

## Le chef et Stephen Austin
Plácido s'est lié d'amitié avec Stephen F. Austin au début de la colonie espagnole au Texas. Son amitié fut à l'origine du soutien des Tonkawas aux forces texanes lors de la révolution texane. Alliés à la nouvelle république, les Tonkawas se sentaient en sécurité dans leur foyer du centre du Texas, près des sources de la rivière San Marcos (en).

## Bataille de Plum Creek
Bien que l'histoire du Texas fasse grand cas de la milice texane combattant les Comanches à Plum Creek après le grand raid comanche de 1840, la plupart de ces histoires oublient de mentionner que les Texans n'auraient pas été en mesure d'intercepter Buffalo Hump et les raiders de retour sans l'aide de Plácido et ses hommes. Avec l'aide du chef Plácido et de treize de ses éclaireurs tonkawas, la milice texane de Bastrop et Gonzales tendit une embuscade au groupe de raid à Plum Creek (près d'aujourd'hui Lockhart, Texas).

## Bataille de Little Robe Creek
La dernière bataille combattue avec et pour les Texans fut celle de Little Robe Creek (en). Le gouverneur texan Hardin Runnels avait fait campagne en 1856 sur un programme visant à mettre fin aux raids incessants des Comanches et des Kiowas, les bandes de ces deux tribus ayant quitté la réserve. Il exprima publiquement son étonnement et sa rage lorsque le 2e de cavalerie des États-Unis fut transférée dans l'Utah et finalement dissout.
Le gouverneur Runnels est déterminé à rétablir les bataillons de Rangers dissous qui ont été réduits après l'annexion du Texas par les États-Unis. Le résultat final fut que le 27 janvier 1858, le gouverneur Runnels nomma John Salmon « Rip » Ford, un vétéran des Rangers de la guerre américano-mexicaine et combattant indien de la frontière, comme capitaine et commandant des Texas Rangers, de la milice et des forces indiennes alliées, et lui ordonna de porter la bataille aux Comanches au cœur de leur patrie sur la Comancheria.
Ford, dont l'habitude de signer les rapports de victimes avec les initiales « RIP » pour « Rest In Peace », était connu comme un combattant indien féroce et pragmatique. Il manquait souvent dans les livres d'histoire sa propension à ordonner le massacre massif de tout Indien, homme ou femme, qu'il pouvait trouver. La raison de Ford était simple : les raids Comanches étaient brutaux dans leur traitement des colons. Ainsi, Ford a décidé d’affronter la brutalité par la brutalité. Le gouverneur Runnels a donné des ordres très explicites à Ford : « Je vous fais comprendre la nécessité d'agir et d'énergie. Suivez toutes les pistes et toutes les pistes d'Indiens hostiles ou suspectés d'être hostiles que vous pourriez découvrir et si possible, dépassez-les et châtiez-les s'ils ne sont pas amicaux. »

### Recrutement des Tonkawas
Le 19 mars 1858, Ford se rendit dans la réserve de Brazos, près de ce qui est aujourd'hui la ville de Fort Worth au Texas, et recruta les Tonkawas dans ses forces. Les Tonkawas, ces derniers commandés par leur chef « célèbre », Plácido, sont aujourd'hui salués comme « l'ami fidèle et implicitement digne de confiance des Blancs » (avec une mention limitée de leur cannibalisme). Sans les Tonkawas et leurs 100 guerriers expérimentés, Ford n'avait tout simplement pas assez d'hommes pour lancer une campagne dans la Comancheria.
Après avoir recruté Plácido, Ford entreprit une campagne avec un nombre à peu près égal de Texas Rangers et de guerriers tonkawas contre les Comanches. Ford et Plácido étaient déterminés à suivre les Comanches et les Kiowas jusqu'à leurs forteresses au milieu des collines de la rivière Canadian et dans les montagnes Wichita, et si possible, « tuer leurs guerriers, décimer leurs réserves de nourriture, frapper leurs maisons et leurs familles et détruisent généralement leur capacité à faire la guerre. »
En avril 1858, Ford établit le Camp Runnells près de ce qui était autrefois la ville de Belknap. Ford, opérant toujours sous les ordres explicites du gouverneur Runnell, de « suivre toutes les pistes d'Indiens hostiles ou suspectés d'être hostiles, d'infliger la punition la plus sévère et la plus sommaire » et de « ne permettre aucune interférence de quelque source que ce soit ». (Cette source a été interprétée comme désignant les États-Unis, dont l'armée et les agents indiens pourraient tenter de faire respecter les traités fédéraux et les lois fédérales contre l'intrusion sur les territoires indiens de l'Oklahoma.)
Le 15 avril, les Rangers de Ford, accompagnés de guerriers tonkawas et d'éclaireurs anadarkos et shawnees de la réserve de Brazos au Texas, traversèrent la rivière Rouge vers le Territoire indien. La force a ensuite avancé dans la partie de la Comancheria dans les territoires indiens de l'Oklahoma. Ford a conduit ses hommes à travers la rivière Rouge, dans le territoire indien, violant les lois fédérales et de nombreux traités, mais déclarant plus tard que son travail consistait à « trouver et combattre les Indiens, et non à apprendre la géographie ».

### Bataille
Le 12 mai 1858, au lever du soleil, Ford et sa force conjointe de Rangers et de Tonkawas entament une bataille d'une journée entière en attaquant à l'aube un village comanche endormi. Ce que l'on appelle la bataille de Little Robe Creek se résume en fait à trois incidents distincts qui se sont déroulés au cours d'une seule journée. Le premier est l'attaque du village endormi. Le deuxième est une attaque de suivi contre le village d'Iron Jacket, un peu plus loin sur la rivière Canadian. Iron Jacket, ainsi nommé en raison de la cotte de mailles en fer qu'il portait au combat, fut tué lors de cet échange, et le reste de son village fut sauvé grâce à l'intervention opportune de Peta Nocona et d'une troisième force de Comanches qui arrivèrent pour engager Ford tandis que tous les villages le long de la Canadian se repliaient rapidement. Avant le retrait, une douzaine de Tonkawas sont tués en combat singulier par des Comanches dont ils acceptent le défi. Ford, furieux de ces pertes, interdit finalement aux Tonkawas d'en accepter d'autres.
Peta Nocona savait que ses guerriers n'étaient pas à la hauteur des Rangers dans un échange de coups de feu égal, et n'avait pas l'intention de s'engager dans un tel échange. Il a utilisé toutes les astuces à sa disposition, y compris en essayant d'attirer les Rangers et les Tonkawas dans des duels individuels, pour retarder l'ennemi afin que les villages en amont puissent se retirer en toute sécurité. En cela, il a réussi.
La bataille de Little Robe Creek a été remarquable dans la mesure où les forces texanes ont envahi les États-Unis en premier, contre tous les principes de la loi fédérale et de nombreux traités indiens, ont attaqué des villages amérindiens sans avertissement d'aucune sorte et ont permis à leurs alliés amérindiens, les Tonkawas, de manger certains Comanches tués au combat,.

## Après la bataille de Little Robe Creek
Bien qu'ils soient littéralement morts pour les Texans blancs, les Tonkawas sont en danger dans la réserve de Brazos. En effet, un jour, un colon a accusé deux guerriers tonkawas d'avoir tué un homme, et Plácido s'est enfui, cherchant refuge auprès d'autres Amérindiens — qui lui ont tous refusé l'asile. Seule l'intervention opportune de Robert Neighbors, qui a convaincu l'armée américaine de ne pas poursuivre l'affaire, a empêché les colons de pendre Plácido. Le harcèlement croissant des colons blancs avait rendu le Texas de plus en plus dangereux pour les Amérindiens. En 1859, l'agent indien Neighbors a convaincu les États-Unis d'autoriser le déplacement de toutes les tribus du Texas (y compris Plácido et ses Tonkawas) vers une réserve située dans le Territoire indien (Oklahoma).
En octobre 1862, lorsque les agents indiens confédérés arrivèrent dans les réserves, seuls les Tonkawas les accueillirent, Plácido considérant la Confédération comme une extension de sa bien-aimée République du Texas, qui valorisait son peuple. Malheureusement pour les Tonkawas, les autres Amérindiens n'ont jamais oublié la loyauté des Tonkawas envers les Texans, même si les Texans l'ont fait. Malgré les appels du vieillissant Plácido à protéger son peuple de leurs ennemis, les Tonkawas n'ont pas été autorisés à retourner dans leur réserve sur la Brazos et sont restés dans une réserve en Oklahoma avec les tribus Lenapes, Shawnees et Caddos.

### Massacre tonkawa (1862)
Le 23 octobre 1862, des guerriers de ces tribus, incités et assistés par les Comanches et les Kiowas, s'unirent pour attaquer les Tonkawas. Contrairement aux agents fédéraux indiens comme Neighbours, qui avaient toujours protégé les Tonkawas du mieux qu'ils pouvaient, les agents confédérés que Plácido avait accueillis avec tant de bonheur ne faisaient aucun effort pour les protéger. Cent trente-sept des 309 Tonkawas restants ont été tués dans ce qu'on a appelé le massacre tonkawa. Parmi les morts figurait le vieux Plácido.

### Après le massacre
Plácido a eu deux fils, Charlie et Little Spots. Leur mère avait également été captive comanche. Après le massacre d'une grande partie de leur tribu en 1862, les survivants, menés par Charlie, le fils de Plácido, s'enfuirent à Fort Belknap au Texas, et y restèrent jusqu'à la fin de la guerre civile. Aujourd'hui, moins de 15 familles tonkawas restent dans leur réserve en Oklahoma.